# Sylvi Salonen

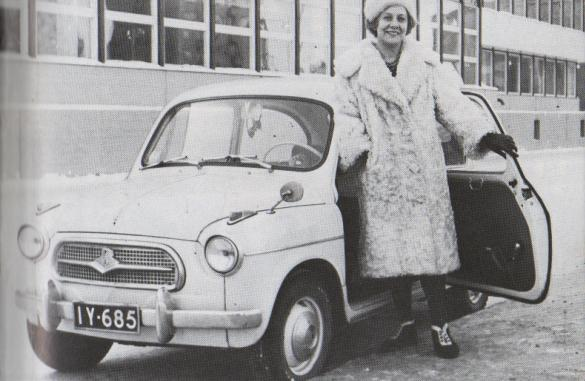
Sylvi Salonen (1959)

Sylvi Inkeri Salonen, född 1 mars 1920 i Ulvsby, död 23 december 2003 i Tammerfors, var en finländsk skådespelare. 
Sylvi Salonen uppträdde 1937–1943 på Björneborgs Teater och flyttade sedan över till Tammerfors, där hon 1943–1949 var engagerad vid Tammerfors teater. Hon var 1949–1988 anställd vid Tammerfors arbetarteater och medverkade därtill från 1955 på Pynike sommarteater. 
Sylvi Salonen var en mångsidig skådespelare, vars frodigt kvinnliga gestalter vann sällsynt stor uppskattning. Hon framträdde även som en pikant komedienn och operettdiva. Av William Shakespeares stora roller spelade hon Portia i Köpmannen i Venedig och Lady Macbeth; hon var vidare Maria Stuart och Ranevskaja i Körsbärsträdgården. Av hennes Brechttolkningar kan nämnas Shen The/Shen Tha i Den goda människan från Sezuan och Grusja i Den kaukasiska kritcirkeln. Hon har vidare gestaltat Sarah Bernhardt, Lovisa i Niskavuori och Eliza i Pygmalion. Hon kallades skämtsamt den sista verkliga teaterdivan i vår tid. Hon tilldelades Pro Finlandia-medaljen 1969 och teaterråds titel 1983.